# نیدل‌جویس رکوردز
نیدل‌جویس یک ناشر موسیقی مستقل می‌باشد که در سپتامبر ۲۰۱۷ تأسیس شد و توسط آستین اشلیمن، جیس مک‌لین و برندون براون اداره می‌شود. اولین انتشار این ناشر آلبوم پولی‌گوندوانالند از گروهٔ کینگ گیذارد و لیزارد ویزارد بود.